# Duranta raimondii
Duranta raimondii là một loài thực vật có hoa trong họ Cỏ roi ngựa. Loài này được Werderm. ex Moldenke mô tả khoa học đầu tiên.